# Estadio Racing Club
Het Estadio Racing Club was een multifunctioneel stadion in Avellaneda, een stad in de buurt van Buenos Aires, in Argentinië. In het stadion speelde Racing Club de Avellaneda zijn thuiswedstrijden voordat zij naar Estádio Presidente Juan Domingo Perón verhuisden. Dat was in 1950. In het stadion konden 30.000 toeschouwers.

## Copa América
Dit stadion is gebruikt voor Copa América van 1916, de eerste editie van dat toernooi.  Op dit toernooi werden zes wedstrijden gespeeld. Vijf daarvan in het Estadio G.E.B.A., een in dit stadion.  
| № | Datum        | Wedstrijd            | Uitslag | Copa América |
| - | ------------ | -------------------- | ------- | ------------ |
| 1 | 17 juli 1916 | Argentinië – Uruguay | 0 – 0   | Groep        |